# Constructiv
Constructiv war eine Zeitschrift für Politik und Kultur in Berlin von 1990 bis 1992.

## Geschichte
Im März 1990 erschien die erste Ausgabe von Constructiv. Der Herausgeber Ulrich Herold konnte Persönlichkeiten wie Václav Havel, Walter Jens, Stephan Hermlin, Friedrich Schorlemmer und Nuria Quevedo als Berater und Schirmherren gewinnen. Autoren waren Friedrich Schorlemmer, Steffen Mensching, Günter Grass, Walter Momper, Jan Faktor, Heiner Müller, Jens Reich, Robert Jungk, Lutz Rathenow, Nicolaus Sombart und andere. Die Titelblätter wurden von bekannten Grafikern wie A. R. Penck und Klaus Vonderwerth (Nr. 4) gestaltet. In den Heften gab es weitere Grafiken, unter anderem von Günter Grass, und Fotografien, unter anderem von Helga Paris. Das Layout schuf Utz-Jürgen Müller.
Die Grundausrichtung der Zeitschrift war links und radikal-demokratisch.
Die Hefte erschienen in der Regel einmal monatlich und kosteten jeweils 6,50 Mark.
Mit der Nummer 5/1992 wurde das Erscheinen eingestellt.